# Charles Style
Charles Rodney Style, CBE (* 15. Januar 1954) ist ein ehemaliger britischer Seeoffizier der Royal Navy, der unter anderem als Vizeadmiral zwischen 2006 und 2007 stellvertretender Chef des Verteidigungsstabes für Einsätze (Deputy Chief of the Defence Staff (Commitments)) sowie von 2008 bis 2012 Kommandant des Royal College of Defence Studies (RCDS) war.

## Leben

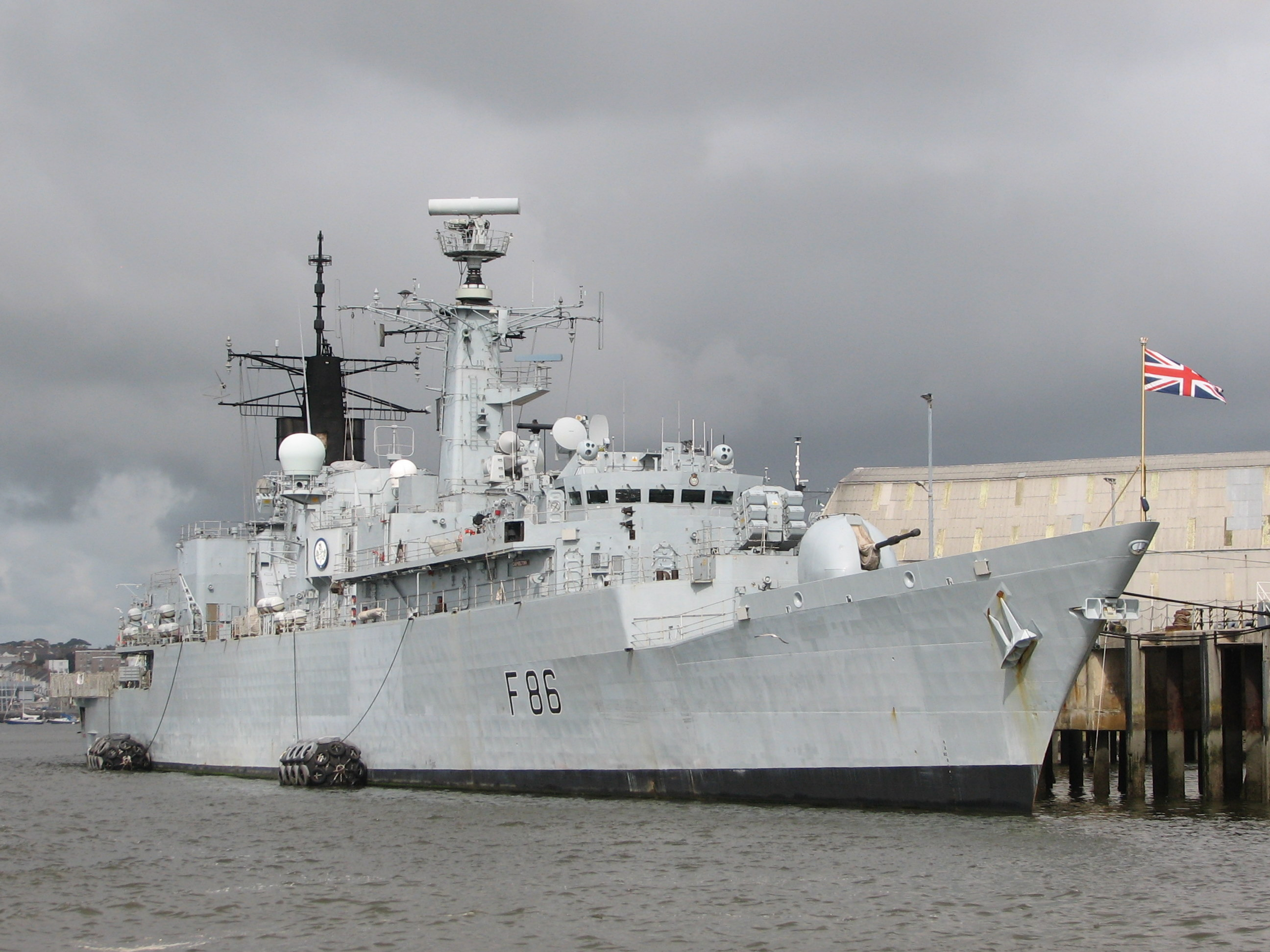
Kapitän zur See Charles Style war er von 1993 bis 1994 Kommandant der Fregatte HMS Campbeltown.

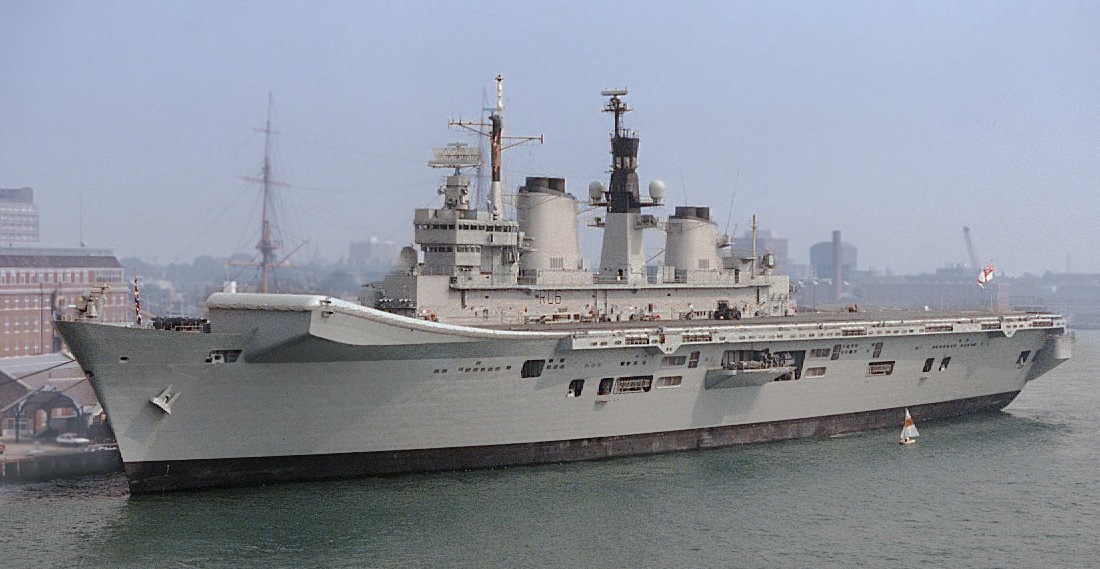
Kapitän zur See Style war ferner zwischen 2000 und 2001 Kommandant des Flugzeugträgers Illustrious.

Charles Rodney Style war das einzige Kind des Versicherungsmanagers Sir Godfrey William Style aus dessen zweiter Ehe mit Sigrid Elisabeth Carlberg. Aus der ersten Ehe seines Vaters mit Jill Elizabeth Caruth stammten zudem ein Halbbruder und zwei Halbschwestern. Er selbst begann nach dem Besuch des renommierten Eton Colleges ein Studium an der University of Cambridge, das er mit einem Master of Arts (M.A.) abschloss. Er trat 1974 in die Royal Navy ein und fand nach Abschluss der Offiziersausbildung zahlreiche Verwendungen als Seeoffizier und Stabsoffizier wie zum Beispiel als Kommandant (Commanding Officer) der Fregatte Andromeda. Als Kapitän zur See (Captain) war er von 1993 bis Juni 1995 Kommandant der Fregatte Campbeltown. 1997 wechselte er ins Verteidigungsministerium (Ministry of Defence), wo er als Kommodore (Commodore) bis 1998 Leitender Stabsoffizier (Principal Staff Officer) beim Chef des Verteidigungsstabes (Chief of the Defence Staff), General Sir Charles Guthrie, war. Er war zudem zwischen Mai 2000 und Dezember 2001 Kommandant des Flugzeugträger Illustrious.
Als Konteradmiral (Rear-Admiral) fungierte Style von Januar 2002 bis Mai 2004 in der Admiralität als Kompetenzdirektor für Strategischen Einsatz und Präzisionsangriff (Capability Manager, Strategic Deployment and Precision Attack). Für seine Verdienste im Krieg in Afghanistan seit 2001 wurde er am 29. Oktober 2002 Commander des Order of the British Empire (CBE). Er war als Nachfolger von Konteradmiral David Snelson von Mai 2004 bis zu seiner Ablösung durch Konteradmiral Neil Morisetti im November 2005 Kommandeur der britischen Seestreitkräfte COMUKMARFOR (Commander UK Maritime Forces).
Als Vizeadmiral (Vize-Admiral) wurde Charles Style im Januar 2006 im Verteidigungsministerium Nachfolger von Generalleutnant Sir Robert Fry als stellvertretender Chef des Verteidigungsstabes für Einsätze (Deputy Chief of the Defence Staff (Commitments)). Er hatte diese Position bis August 2007 inne und wurde dann von Generalleutnant Sir Peter Wall abgelöst. Zuletzt übernahm er im Mai 2008 von Admiral Sir Ian Garnett, das Amt des Kommandanten des Royal College of Defence Studies (RCDS) und bekleidete dieses Amt bis zu seinem Eintritt in den Ruhestand im April 2012, woraufhin Generalleutnant Sir David Bill seine Nachfolge antrat. Seit 2011 ist er als Direktor von White Water Wave Ltd tätig.
Charles Rodney Style heiratete am 31. Januar 1981 Charlotte Amanda Woodford, Tochter von Kapitänleutnant Timothy Martin Woodford und Eila Mary Stirling-Hamilton. Aus dieser Ehe gingen die drei Töchter Amanda Clare, Annabel Daisy und Elizabeth Sigrid hervor.